# بهمان طهمباسي
بهمان طهمباسي (28 يوليو 1980 بنوشهر في إيران - ) هو لاعب كرة قدم إيراني في مركز الهجوم. لعب مع نادي ألومينيوم هرمزغان ونادي استقلال طهران ونادي بديده ونادي بكاه كيلان ونادي بيكان ونادي سباهان أصفهان ونادي صبا قم ونادي فجر شهيد سباسي ونادي مس كرمان ونادي نساجي مازندران ونادي نفط طهران.